# Isacco Comneno (duca di Antiochia)
Isacco Comneno (in greco Κομνηνός Ἰσαάκιος?; 1050 circa – 1102 / 1104) è stato un generale bizantino, nipote dell'Imperatore bizantino Isacco I Comneno (1057-1059) e fratello dell'imperatore Alessio I Comneno (1081-1118), fu duca di Antiochia e domestico delle Scholai d'Oriente.

## Biografia
Isacco Comneno era il figlio maggiore, del domestikos Giovanni Comneno, fratello dell'imperatore Isacco I, e Anna Dalassena, apparteneva all'alta aristocrazia bizantina dell'XI secolo.

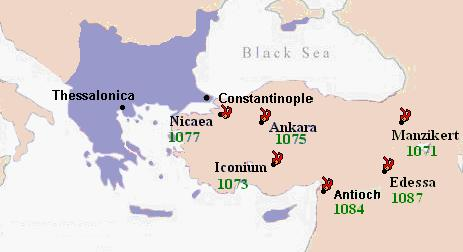
L'avanzata turca dopo la battaglia di Manzicerta.

Isacco divenne un generale, nel 1071, dopo la disastrosa battaglia di Manzicerta, in cui i Bizantini furono sconfitti dai Turchi Selgiuchidi, Isacco fu nominato comandante militare dell'Asia Minore, dall'imperatore Michele VII Ducas (1071-1078), il suo compito era quello di arginare l'avanzata dei Turchi. Nel 1073 fu nominato domestico delle Scholai d'Oriente (comandante in capo), fu a capo di un esercito ad Edessa, composto da molti mercenari Normanni, tra i quali c'era Erveo Francopoulo. Nello stesso anno fu catturato dai Turchi e venne liberato dopo il pagamento di un riscatto. Nel 1074 fu rimandato in Oriente con la nomina di doux di Antiochia, riuscendo a soffocare i disordini locali, ma fu nuovamente catturato dai Turchi, venne riscattato dai cittadini di Antiochia. La maggior parte del suo territorio fu conquistato dai Turchi, Isacco riuscì a salvare soltanto Antiochia, che però sarebbe caduta nel 1084.
Isacco ebbe il favore del nuovo imperatore Niceforo III Botaniate (1078-1081), che lo chiamò a corte, usò l'influenza dell'imperatrice Maria d'Alania per fra crescere la posizione della famiglia dei Comneni; sembra che il fratello minore di Isacco, Alessio, avesse una relazione con Maria, in più sposò Irene Ducas per rafforzare la posizione dei Comneni. Quando il fratello Alessio si ribellò contro Niceforo, nominandosi imperatore, Isacco che aspirava anch'egli al titolo imperiale, si dimostrò uno dei seguaci più fedeli al fratello, rinunciando alle sue aspirazioni. Quando Alessio il 4 aprile 1081 divenne imperatore, creò per il fratello il titolo di sebastocratore, che prendeva le funzioni del cesare.
Isacco morì nel 1102 o nel 1104.

## Ascendenza
|                                  |                 |                   | Genitori |  |  | Nonni                   |  |  | Bisnonni |  |
|                                  |                 |                   |          |  |  | Manuele Comneno Erotico |  |  | …        |  |
|                                  |                 |                   |          |  |  | Manuele Comneno Erotico |  |  | …        |  |
|                                  |                 | …                 |          |  |  | Manuele Comneno Erotico |  |  |          |  |
| Giovanni Comneno                 |                 |                   |          |  |  | Manuele Comneno Erotico |  |  |          |  |
|                                  |                 | Maria ?           | …        |  |  |                         |  |  |          |  |
|                                  |                 | Maria ?           | …        |  |  |                         |  |  |          |  |
|                                  |                 | Maria ?           | …        |  |  |                         |  |  |          |  |
| Isacco Comneno duca di Antiochia |                 | Maria ?           |          |  |  |                         |  |  |          |  |
|                                  | Alessio Caronte | …                 |          |  |  |                         |  |  |          |  |
|                                  | Alessio Caronte | …                 |          |  |  |                         |  |  |          |  |
|                                  | Alessio Caronte | …                 |          |  |  |                         |  |  |          |  |
| Anna Dalassena                   | Alessio Caronte |                   |          |  |  |                         |  |  |          |  |
|                                  |                 | Adriana Dalassena | …        |  |  |                         |  |  |          |  |
|                                  |                 | Adriana Dalassena | …        |  |  |                         |  |  |          |  |
|                                  |                 | Adriana Dalassena | …        |  |  |                         |  |  |          |  |
|                                  |                 | Adriana Dalassena |          |  |  |                         |  |  |          |  |